# مقاطعة أوسنابروك
مقاطعة أوسنابروك (بالألمانية: Landkreis Osnabrück) هي مقاطعة في جنوب غرب ولاية سكسونيا السفلى في ألمانيا.

## التاريخ
أراضي مقاطعة أوسنابروك الحالية وأراضي مدينة أوسنابروك غير المحلقة بمقاطعة تشكلا معًا أراضي كانت تعود سابقًا لإمارة أوسنابروك Hochstifts Osnabruck، التي كانت حتى 1802 تصنف ضمن الإمارات التي يحكمها أبرشي في الكنيسة بصفة أمير. في 1803، وعبر قرار مجلس المبعوثين الإمبراطوري في كونجرس فيينا، ألحقت المنطقة بمملكة هانوفر. وكانت بين 1807 و1813 تحت الحكم الفرنسي، إذ عادت تحت حكم مملكة هانوفر حتى 1866. في هذا العام ضمت بروسيا في أعقاب الحرب الألمانية مملكة هانوفر، وأصبحت المنطقة تحت حكم مملكة بروسيا ضمن إقليم هانوفر.

## الاستشهادات
1. 1 2 3  GeoNames (بالإنجليزية), 2005, QID:Q830106
2. 1 2 3   https://www.destatis.de/DE/Themen/Laender-Regionen/Regionales/Gemeindeverzeichnis/Administrativ/04-kreise.html. {{استشهاد ويب}}: |url= بحاجة لعنوان (مساعدة) والوسيط |title= غير موجود أو فارغ (من ويكي بيانات) (مساعدة)
3. ↑  GeoNames (بالإنجليزية), 2005, QID:Q830106